# BMW Z4 M
BMW Z4 M je najjači model Z4 modela. Proizvodio se samo za vrijeme prve generacije dok je u drugoj generaciji BMW Z4 dobio is inačicu te nije bilo potrebe za novim Z4 M automobilom.
2005. godine BMW Z3 M je dobio očekivanog nasljednika, Z4 M. Poput Z3 M i Z4 M koristi motor iz BMW M3 ali mjenjač je drugačiji jer mjenjač iz M3 nije mogao stati u šasiju. Godinu dana kasnije BMW je predstavio i coupe inačicu kao zamjenu za Z3 M Coupe. Razlika u težini dvije karoserijske inačice iznosi 10 kilograma što dovodi do identičnih performansi. Z4 M do 100 km/h stiže za 5 sekundi i ide do limitiranih 250 km/h.

Za razliku od M5 i M6 modela koji su proizvedeni s mnogo elektronike i sekvencijalnih mjenjača mnoge recenzije su hvalile Z4 M da je čisti vozački auto napravljen od entuzijasta za entuzijaste.

## Vanjske poveznice
- Z4 M Roadster
- Z4 M Coupe